# Filan
Filan fou un antic principat del Caucas que existia sota el rei sassànida Còsroes I (Khusraw Anushirwan) a la meitat del segle vi. Estava a l'extrem sud del modern Daguestan o nord-oest del modern Azerbaidjan. Es creu que estava habitat per àvars.
Els seus prínceps portaven el títol de Filanshah (Xas de Filan). Fou absorbit segurament al segle següent pel principat de Sarir situat al nord segons els historiador Masudi al llibre Murudj i els sobirans de Sarir foren anomenats filanshahs.